# Ndoki Kitekutu
Ndoki Kitekutu est un artiste peintre, poète et romancier congolais (Congo-Kinshasa), né le 19 janvier 1946 à Lemfu.

## Œuvres littéraires
- J’ai épousé une vierge !, Kinshasa : Saint-Paul Afrique, 1984
- Je n'ai pas tué, Kinshasa : Médiaspaul, 2006
- L'Empoisonneur, Kinshasa : Médiaspaul, 2006